# Салтовка
Са́лтовка (укр. Салтівка), в 1980-х также Са́лтовский масси́в — жилой массив и крупный район на северо-востоке города Харькова, по населению уже в 1991 году превышавший многие областные центры СССР и Украины. Является крупнейшим жилым массивом в Харькове и Украине. Очень сильно пострадала от вторжения России на Украину в 2022 году, попав под основной удар с первого дня войны.
Расположен на Салтовской возвышенности (самый южный край Среднерусской возвышенности) в междуречье между поймами Харькова и Немышли. Ограничен с севера поймой реки Харьков, с востока Окружной автомобильной дорогой, Кулиничами, с юга оврагом реки Немышли (Немышлянской улицей), с запада — улицами Маршала Батицкого и Тюринская до рынка у станции метро «Академика Барабашова».

Население Салтовки, исключая частную застройку и многоквартирные дома, построенные до массовой застройки 1960-х — 250 тысяч человек на 1977 год и 410 тысяч человек на 2018 год.

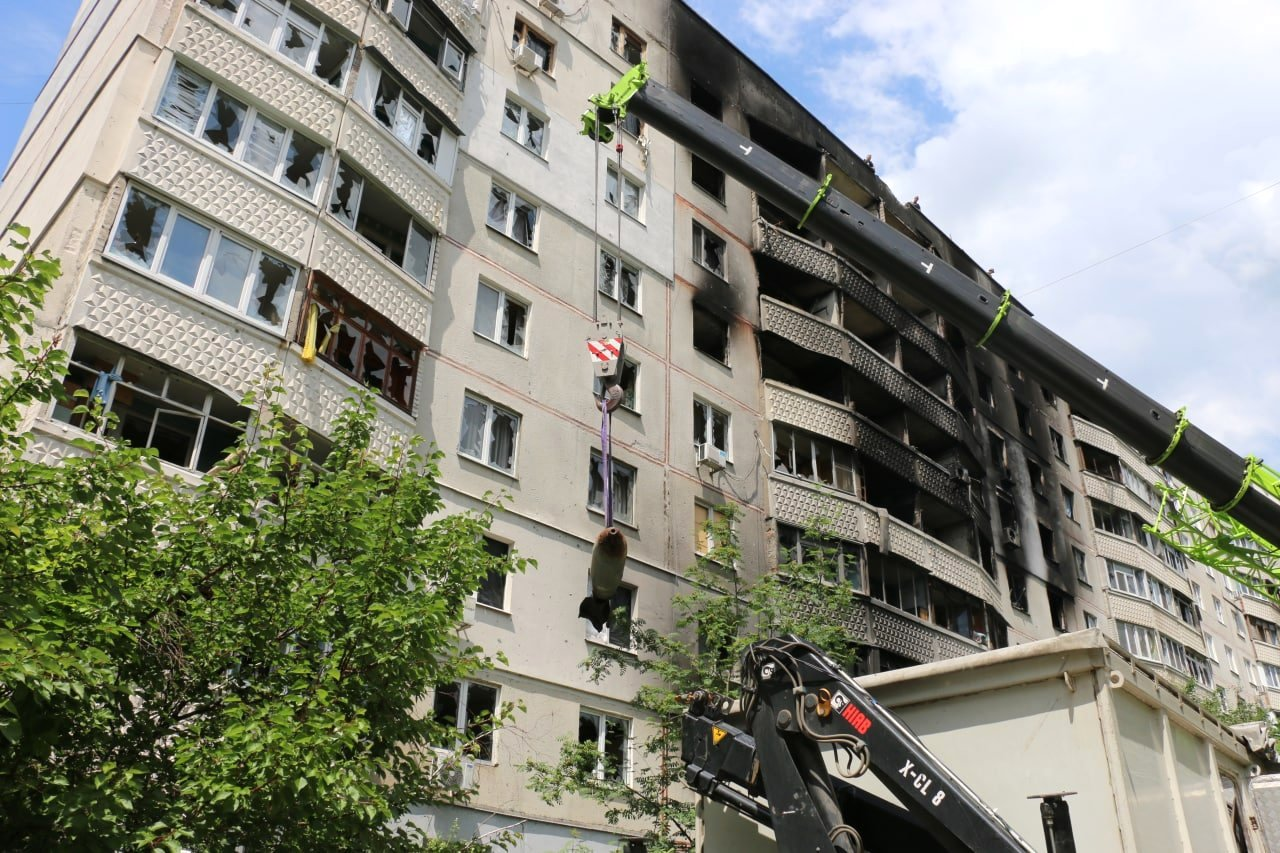
Вывоз неразорвавшейся авиабомбы ФАБ-500, которая в марте 2022 года была сброшена российским самолётом на 9-этажный жилой дом в Северной Салтовке, фото 23 июня 2022 года

## Описание
Точную территорию, называемую Салтовкой, разграничить довольно трудно. Традиционно она ассоциируется с современными границами основной части Салтовского административного района Харькова (без всего, что западнее Сабуровой дачи), левобережной частью Киевского района (без Большой Даниловки и Рашкиной дачи) и правобережной частью Немышлянского района.

Район был так назван, поскольку по его территории проходила дорога из центра Харькова на посёлок городского типа Старый Салтов — Салтовское шоссе.

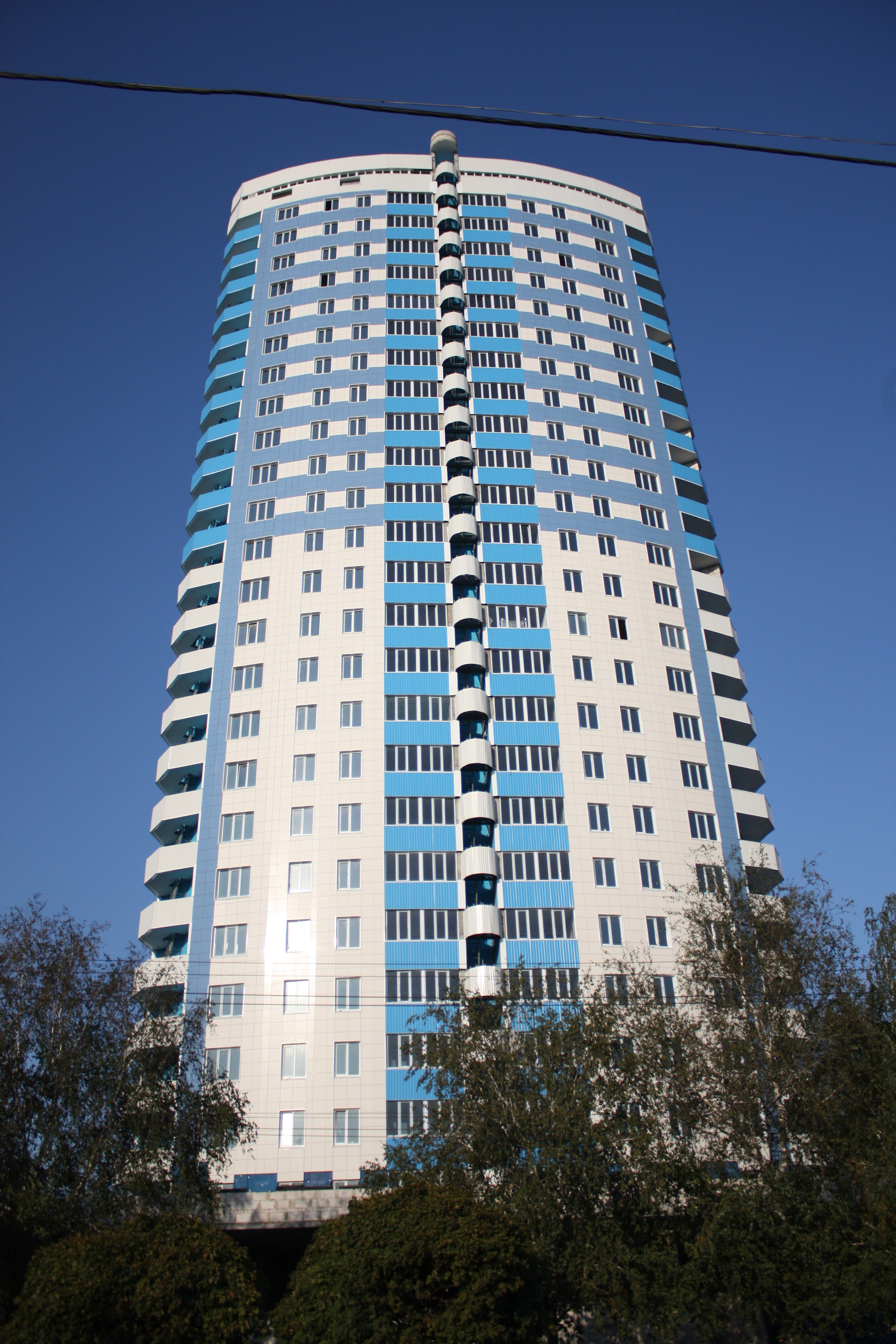
25-этажка в Салтовке на Валентиновской ул.

Салтовка представляет собой так называемый спальный район. Салтовка — крупнейший жилмассив Украины и бывшего СССР. Здесь почти нет промышленных предприятий, зато имеется множество магазинов, рынков. В том числе один из крупнейших на Украине вещевой рынок у станции метро имени Академика Барабашова (в просторечии — «Барик», «Барабан», «Барабэ», «Барабашка»).

## История
До начала 1960-х годов Салтовка называлась Салтовский посёлок и имела несколько небольших разрозненных районов в основном одноэтажной (до трёх этажей) застройки (Тюринка, Старая Салтовка, посёлок Шевченки́, посёлок имени Кирова).
Генеральный план высотной застройки Салтовского массива был разработан институтом «Гипрострой» в 1963 году. Застройка представлена в основном панельными 9, 12, 16-этажными секционными и точечными, а также 5-этажными секционными домами. Отдельная высотная застройка велась с 1967 года, массовая застройка высотными зданиями началась в 1970-е годы.
Салтовский жилмассив строился как спальный район прежде всего для рабочих Харьковского тракторного завода и других крупных харьковских заводов на Московском проспекте, поэтому первая трамвайная линия (троллейбус и метро пришли в Салтовку значительно позднее) связала район не с центром города, а с заводской зоной. С конца 1970-х вплоть до 1999 года выпуски 23-го трамвая «Салтовка — Плиточный завод» для своевременной перевозки рабочих на смены обслуживали трёхвагонные системы.
Последними, в 1984—1993 годах, застроены районы Северной Салтовки и улицы Краснодарской. В 2000-е годы, из-за относительно невысокой по сравнению с центром города стоимости жилья, Салтовка стала непривлекательной для инвесторов.
Со второй половины 2000-х снова активизировалось строительство жилых домов, на Северной Салтовке появилось несколько новостроек.
В ходе вторжения России на Украину Салтовка — часть Харькова, который обстреливается российскими войсками наиболее интенсивно. Особо пострадала Северная Салтовка: по данным издания Objectiv.tv, в результате обстрелов в ней уничтожено 70 % жилого фонда. Издание The Guardian называет обстрел Салтовки «шоу ужасов» и наиболее ярким свидетельством того, что российские войска наносят удары по гражданскому населению.

## Исторические районы Салтовки
- Тюринка, или Тюрина дача (неправильно Тюренка) — самый старый район Салтовки, первоначально вокруг Тюрина озера, граничащий с Журавлёвкой, Рашкиной дачей, Сабуровой дачей и собственно Салтовкой (район улицы Тюринской, начало улицы Академика Павлова — от неё до реки Харьков). Частный сектор и двухэтажные здания 1900-х — 1950-х годов. Имеется небольшое весьма глубокое озеро и минеральный источник; над ними бывший Тюрин сад.
- Старая Салтовка — район малоэтажной застройки 1920-х — 1950-х годов и частного сектора в районе улиц Халтурина, Ивана Камышева, в начале Салтовского шоссе, до ТЭЦ-3. До войны на востоке заканчивался нынешним проспектом Льва Ландау. В этом районе на бывшей улице Поперечной жил подросток Савенко (Эдуард Лимонов).
- Шевченки — от станции метро Академика Павлова и одноимённой улицы до левого берега реки Харьков, включает Шевченковский переулок.

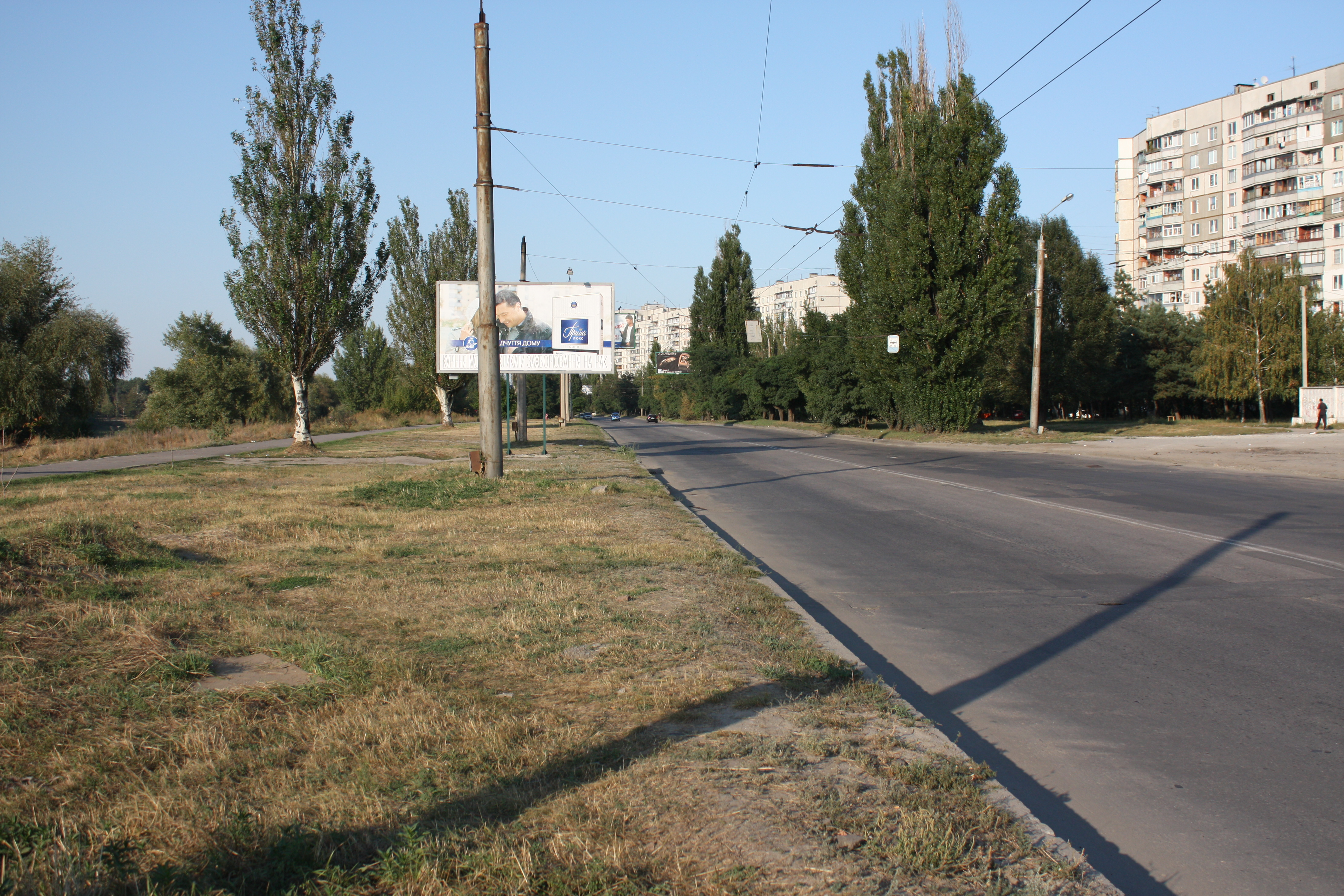
Пески. Улица Барабашова

- Пески — район круга 34-го и 42-го троллейбуса на левом берегу Журавлёвского гидропарка, улицы Барабашова, пляжей и сосновой рощи в районе моста через реку Харьков по улице Героев Труда. Частично находится на намывных грунтах (522 микрорайон).
  - Парк 325-летия Харькова[9][10], другое название Сосновый бор, кратковременное рекламное название в 2008 Золотой Бор — сосновый парк на правом берегу реки Харьков на песчаном грунте. На севере граничит с Большой Даниловкой.
- Петренки́ — частный сектор в районе оврага реки Немышли, от песчаного карьера и Петренковских проездов до Кулиничей на границе города.
- Немышля (часть Харькова) — район частной застройки реки Немышли между проспектами Тракторостроителей и Льва Ландау, от улицы Краснодарской на одном берегу до железной дороги на Чугуев на противоположном берегу.
- Кирова — микрорайон малоэтажной застройки между улицей Академика Павлова, проспектом Юбилейным и оврагом за улице Механизаторской. В середине м/р находится выработанный карьер, затопленый водой (называемый просто «озеро», а местными жителями «карьер», рядом находятся два таких же затопленных водой карьера, но меньшего размера) изобилующий рыбой.
- Северная Салтовка — самый «молодой» район, севернее оврага по улице Бучмы и южнее Окружной автомобильной дороги.  Состоит из микрорайонов: Северный-1 (Московский район), Северный −2,3,4,5 и (МЖК) «Интернационалист» (Киевский район).

В Салтовке расположены двадцать два больших микрорайона бесквартальной застройки (номерные приведены с севера на юг и с востока на запад): 524, 531, 533, 521 (строительный номер 608), 607, 606, 520, 535, 606А, 605, 604, 603, 602, 601, 624, 625, 522, 626…,656,…

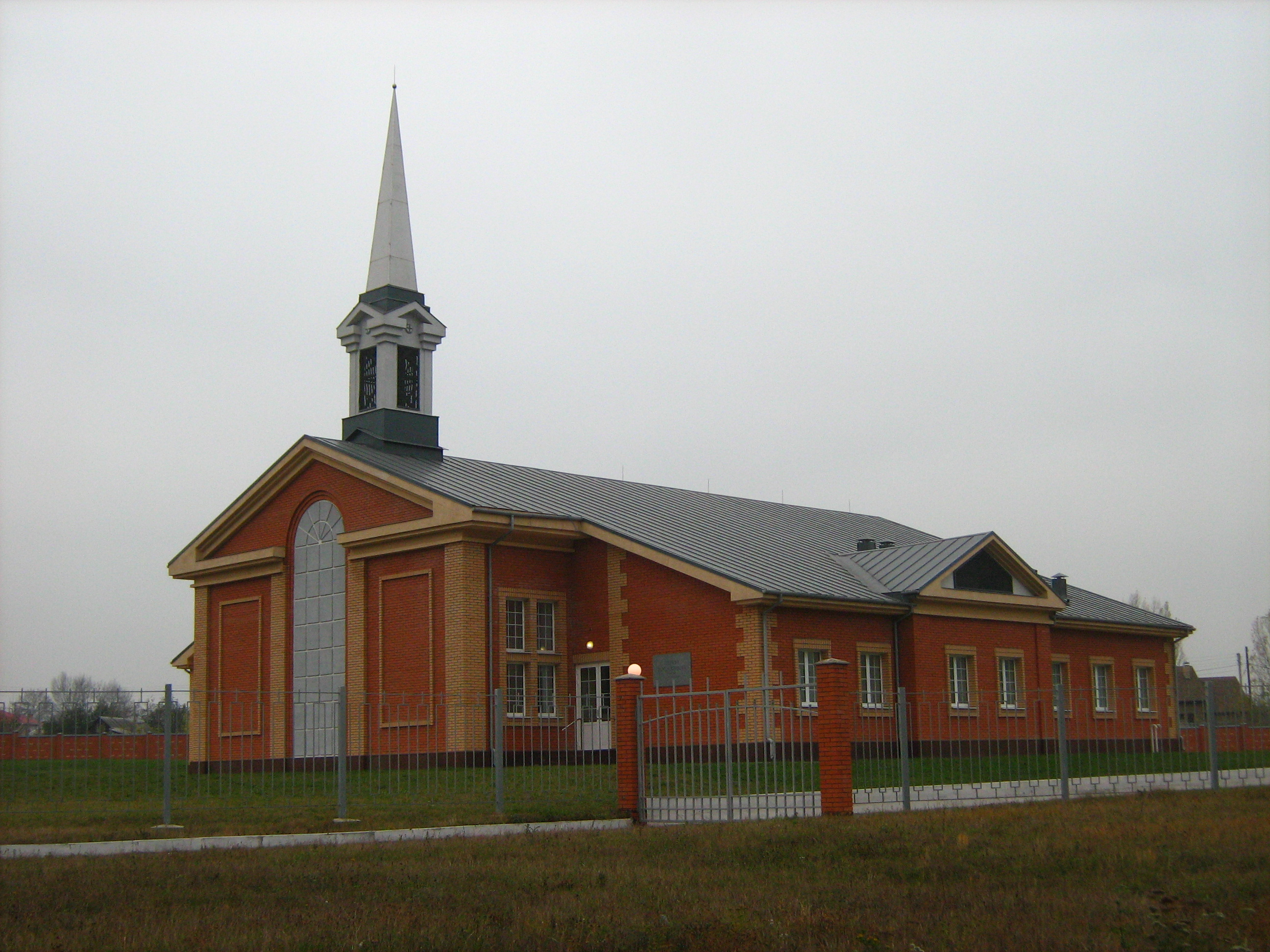
Церковь мормонов

## Достопримечательности
- Журавлёвский гидропарк, место отдыха. Основано в 1975—1976 годах, когда был основан 522 микрорайон.
- Парк Победы, заложен в честь 40-летия Дня Победы в 1985 году.
- НИИ ОЗДП — Институт охраны здоровья детей и подростков (он же ОхМаДет — институт охраны материнства и детства).
- Кинотеатры «Мультиплекс», «KinoLand»(в прошлом кинотеатр «Россия»), «Познань», «Планета Кино IMAX»
- Радиорынок на улице Героев Труда.
- Оптово-розничный рынок возле станции метро Барабашова (Барабашово), площадь более 70 га, крупнейший на Украине. По некоторым данным, крупнейший в Европе[11].
- Спорт: домашнее поле регбийной команды «Техас» (высшая лига, пересечение проспекта Юбилейного и Гв. Широнинцев)
- Выставочный центр «Радмир», возле станции метро «Академика Павлова».(в 601 и в 535А микрорайонах).
- ПТИМаш — Проектно-технический институт машиностроения.
- «Двадцатичетырёхэтажка» — высотный жилой дом по адресу Познанская ул., 2. Построен в 1977 году.
- Новая двадцатичетырёхэтажка (602 м/р рядом с «Двадцатичетырехэтажкой»).
- «Двадцатипятиэтажка», она же «Парус» — второй в Салтовке высотный жилой дом возле Журавлёвского карьера, в самом начале Валентиновской улицы.
- Медкомплекс — комплекс клинических лечебных заведений, расположенных между Салтовским шоссе, 266 и Краснодарской улицей.
- ХМАПО — Харьковская медицинская академия последипломного образования.
- «Круглый» рынок — круглое сетчатое здание крытого рынка неподалёку от ст. м. Героев Труда. (официальное название — Новосалтовский рынок)
- «Мавзолей»[укр.] — полуразрушенный большой многоуровневый торговый комплекс на ул. Гв. Широнинцев, 45; назван так по внешнему виду и первоначальной облицовке красным гранитом. Настоящее название — «Советский». Также имеет название «Муравейник».
- Компас/Космос — торгово-развлекательный комплекс у ст. м. Героев Труда.
- Природные источники воды в Китлярчином и Манжосовым ярах, и на ул. Владислава Зубенко (Глубокий Яр)
- Памятник Фармации (вход в фармацевтический университет).
- Меркурий на Колесе Фортуны. Скульптор С. Сбитнев (у въезда в ТЦ Барабашова).
- Салтовское трамвайное депо (1982)(крупнейшее на Украине и в бывшем СССР, его площадь 20,8 га, рассчитано на обслуживание до 320 вагонов; сейчас работает в треть мощности), за ним недостроенный троллейбусный парк.
- Гаражные комплексы «Гигант» и «Гигант-2».
- Дворец детского и юношеского творчества на пр. Тракторостроителей.
- Чернобыльский монумент (ул. Метростроителей).
- Каток «Салтовский лёд», катки в торговых центрах: ТРК «Караван», ТРК «Дафи», ТРК «Французский бульвар»
- Аттракционы в парке Победы (перенесены в 2009 при реконструкции парка Горького).

Церкви
- Православный храм Владимира Великого (на пересечении пр. Тракторостроителей и ул. Героев Труда).
- Православный храм Матроны Московской (строится на Салтовском шоссе в парке Победы).
- Православный храм святого Валентина (между метро Студенческая и Гребным каналом).
- Православный храм святого Виктора (в медкомплексе на Салтовском шоссе) в стиле барокко.
- Православный храм Георгия Победоносца на Северной Салтовке.
- Католический костёл Викентия де Поля на Северной Салтовке в стиле модернизм.
- Греко-католический кафедральный собор св. Николая Чудотворца (напротив д. 11 по ул. Гв.-Широнинцев).[12][13]

Памятники
- Герою Советского Союза П. Н. Широнину и гвардейцам-широнинцам (пересечение проспекта Юбилейного и улицы Гвардейцев Широнинцев).
- М. В. Ломоносову (проспект Тракторосторителей).
- Первой учительнице у задания педагогического университета.
- Памятник погибшим жителям Московского района (в парке Победы).
- Памятник расстрелянным фашистами в 1941 году врачам, медсёстрам и пациентам Сабуровой дачи — угол ул. Якира, перед рынком Барабашова.

Образование
- Главный корпус Национального фармацевтического университета (улица Валентиновская),
- Главный корпус Харьковского национального педагогического университета имени Г. С. Сковороды (улица Валентиновская).
- Харьковский национальный технический университет сельского хозяйства имени Петра Василенко (пр. Юбилейный, 65г), вспомогательный корпус.

Реки, ручьи, озёра, источники, гидропарки
- Харьков — левый приток Лопани.
- Манжосов ручей — левый приток Харькова. Течёт вдоль улицы Метростроителей на Северной Салтовке.
- Китлярчин ручей — левый приток Харькова. Течёт вдоль улицы Бучмы.
- Глубокий ручей — левый приток Харькова. Течёт вдоль улицы Владислава Зубенко.
- Журавлёвское водохранилище на р. Харьков. Имеет две части, разделённые дамбой Героев труда. В верхней части имеются озёра Цветущее и Садовое (на деле заливы) и Данилов остров. В нижней части имеются Журавлёвский гидропарк, Журавлёвский полуостров (платный), большой Пляжный остров, Гребной канал, Дренажный канал, Журавлёвская плотина.
- Тимуровка — левый приток Харькова. Вытекает из Кирова озера, впадает после Журавлёвской плотины.
- Озеро Кирово (ныне болото) выше рынка Барабашова.
- Тюрин ручей — левый приток Харькова. Вытекает из Тюрина озера (источник Харьковская-2).
- Тюрино озеро на Тюринке.
- Немышля — левый приток Харькова. Отделяет Салтовку от района Московского проспекта и Харьково-Балашовской железной дороги.
- Петренковское озеро (Салтовский гидропарк) на Немышле.

## Транспортные коммуникации
Салтовка соединяется:
- с Журавлёвкой и Нагорным районом — улицей Героев труда,
- с Проспектом Героев Харькова (бывшим Московским Проспектом), — улицами Тюринской, Академика Павлова и проспектом Тракторостроителей (бывшей Ужгородской улицей),
- с Новыми домами, проспектом Гагарина и аэропортом — проспектом Льва Ландау,
- со Старым Салтовом, Печенежским водохранилищем, Волчанском и далее с Россией — Салтовским шоссе,
- с Липцами и Циркунами — улицей Леся Сердюка, являющейся продолжением ул. Академика Павлова.

С центром города Салтовку связывает Салтовская линия метро, от станции Героев Труда до станции Исторический музей.
В Салтовке находятся четыре станции метро и Салтовское электродепо.
В планах есть сооружение от станции метро имени Академика Барабашова трёх станций в район 602 микрорайона. Также имеются многочисленные линии троллейбусов (№ 19, № 20, № 24, № 31, № 34, № 35, № 42, № 47, № 48), автобусов, маршрутных такси.
С другими районами города Салтовку также связывают четыре линии трамвая:
- № 16, 16а, 26 на Дальнюю Журавлёвку — через дамбу над Журавлёвским водохранилищем и по мосту через р. Харьков по ул. Героев Труда
- № 23, 26 к Харьковскому тракторному заводу — через Немышлянский овраг по проспекту Тракторостроителей

- № 6, 8, 27 — к Московскому проспекту, Конному рынку, ст. м. Защитников Украины, проспекту Гагарина и району Новожаново — по ул. Академика Павлова

- № 16, 16а — через реку Харьков на Ближнюю Журавлёвку (к метро «Киевская») — по Веринской ул.

## Незавершенные проекты
- В 522 микрорайоне по генплану жилые дома должны были строиться в виде четырёх огромных букв СССР[14]. Построили три буквы С и вертикальную часть буквы Р, после чего в проект были внесены изменения, и поперёк каждой буквы С было выстроено ещё по одному жилому зданию. Получилась надпись не СССР, а некий «мистический знак 6661»[14].
- В микрорайоне «Интернационалист» (МЖК) планировали построить школу № 50.
- В микрорайоне Северная-4 планировали построить школу № 27.
- В микрорайоне Северная-5 (Родники) планировали построить школу № 23.
- За улицей Наталии Ужвий планировали построить жилой массив «Окраина».

## Салтовка в литературе и фольклоре
- Салтовский посёлок описан в романах Эдуарда Лимонова «Подросток Савенко» и «Молодой негодяй».
- В фантастическом романе Г. Л. Олди и А. Валентинова «Нам здесь жить» Салтовка фигурирует как полузаброшенный и серьёзно пострадавший во время катаклизма район. Горожане называют её «Дальняя Срань».
- Писатель А. Золотько в 2008 году привёл следующее определение жителя Салтовки:

 — Девушка, простите, Вы откуда?
 — Га?
 — А, понятно, с Украины.
 — Шо?
 — Из Харькова.
 — Тю!
 — С Салтовки.